# 그리노크 공습

그리녹 폭격 2개월 전 글래스고에서 해체된 독일 폭탄.

그리녹 공습은 제2차 세계 대전 중 나치 독일 루프트바페가 스코틀랜드의 도시 그리녹을 집중적으로 두 차례 폭격한 것을 일컫는 말이다. 1941년 5월 6일과 7일 밤에 걸쳐 이루어진 이 공습은 도시 주변의 조선소와 정박된 선박들을 목표로 했다(이전 3월의 클라이드뱅크 공습과 유사). 폭격의 대부분은 주거 지역에 집중되었다. 이틀 밤 동안 271명이 사망하고 10,200명 이상이 부상당했다. 총 180,000채의 주택 중 거의 25,000채가 피해를 입었고 5,000채가 파괴되었다.

## 5월 6일
공격은 5월 6일 자정 무렵 약 350대의 독일 폭격기가 도시를 공격하면서 시작되었다. 폭탄은 도시 전체와 주변 지역에 떨어졌고, 이스트 크로포드 스트리트와 벨빌 스트리트가 심각한 피해를 입었다. 많은 민간인들이 도시 동쪽 끝에 있는 터널로 대피하여 다음 날 밤 사상자 수를 크게 줄였다.

## 5월 7일
5월 7일 오전 12시 15분 에 공습 사이렌이 울리면서 두 번째 밤의 폭격이 시작되었다. 처음에는 도시 외곽에 소이탄이 투하되었다. 두 번째 공습은 주로 그리녹의 동쪽 끝과 중심부를 공격했다. 잉글스턴 스트리트에 있는 증류소는 첫 번째 공습 때 불이 붙어 거대한 화재를 일으켰고, 이는 나머지 폭격기 부대를 위한 등대 역할을 했다. 마지막 공습은 오전 2시 경에 이루어졌으며, 고성능 폭탄과 낙하산 지뢰를 투하하여 광범위한 파괴를 초래했다.
오전 3시 30분 에 "공습 해제" 신호가 울렸지만, 도시의 넓은 지역이 불길에 휩싸여 있었다. 설탕 정제소, 증류소, 주물 공장은 모두 광범위하게 피해를 입었고, 그리녹 시립 건물 단지는 부분적으로 파괴되었으며, 여러 교회가 불에 탄 껍질만 남았다. 그러나 조선소의 피해는 미미했다.

## 미끼 현장
톰 호 뒤에 있는 공군성 미끼 스타피시 현장은 사상자 수가 더 높아지는 것을 막았다. 미끼는 공습 두 번째 밤에 점화되었다. 이는 타오르는 도시 지역을 모방하기 위해 광대한 황무지 지역에 흩뿌려진 다수의 가연성 물질 더미로 구성되었다. 공습 후 미끼 현장을 조사한 결과 수십 개의 큰 폭탄 구덩이가 발견되었다.

## 조지 메달
지역 소방관 세 명이 조지 메달을 수상했다.